# Аарон II
Аарон II (д/н — бл. 940) — 13-й повновладний бек-мелех Хозарської держави у 930—940 роках. Можливо, поєднував з титулом кагана.

## Життєпис
Походив з династії Буланідів. Син бек-мелеха Беніаміна I. Після смерті батька близько 930 року стає новим правителем Хозарського каганату. Намагався вести далі політику зміцнення держави. Водночас розпочав дії з відновлення хозарської влади в Криму, що викликало невдоволення Візантії.
У цей час алани прийняли християнство та священників з Візантії. За підбурення останньої повстали проти Аарона II. Після запеклої боротьби останній за підтримки племені гузів здолав алан, яких змусив зректися християнства. Водночас пошлюбив доньку верховного аланського князя за свого сина і спадкоємця трону — Йосипа.
У 933 або трохи пізніше північні волзькі булгари здобули самостійність. Аарон II використав небажання частини волзьких булгар приймати іслам задля відновлення над ними влади каганату. В результаті південні волзькі булгари (предки чувашів) залишилися під зверхністю Буланідів до падіння Хозарії.
Згодом боровся проти Дербентського емірату в Дагестані, Київської Русі та печенігів біля Дону та Азовського моря. Разом з тим надавав підтримку мусульманським державам Кавказу проти вірменських царств та Візантії.
У 939 році Київський князь Ігор Рюрикович атакував Приазовські області (сучасна Кубань) та захопив місто Самкерц. Проти нього бек-мелех відправив військовика Песаха, який змусив князя Ігора відступати через Крим. У цей час близько 940 року Аарон II помер. Влада перейшла до Йосипа I.